# Cuatzoquitengo
Cuatzoquitengo är en ort i Mexiko.   Den ligger i kommunen Malinaltepec och delstaten Guerrero, i den sydöstra delen av landet, 240 km söder om huvudstaden Mexico City. Cuatzoquitengo ligger 2 038 meter över havet och antalet invånare är 1 920.
Terrängen runt Cuatzoquitengo är huvudsakligen kuperad, men västerut är den bergig. Terrängen runt Cuatzoquitengo sluttar söderut. Runt Cuatzoquitengo är det ganska tätbefolkat, med 65 invånare per kvadratkilometer. Närmaste större samhälle är Malinaltepec, 7,6 km sydväst om Cuatzoquitengo. I omgivningarna runt Cuatzoquitengo växer huvudsakligen savannskog.